# جاريت بوش
جاريت بوش (بالإنجليزية: Jarrett Bush)‏ هو لاعب كرة قدم أمريكية ولاعب كرة قدم كندية أمريكي، ولد في 21 مايو 1984 في فاكافيلي في الولايات المتحدة.

## وصلات خارجية
- جاريت بوش على موقع مرجع كرة القدم المحترفة.كوم (الإنجليزية)